# Isan

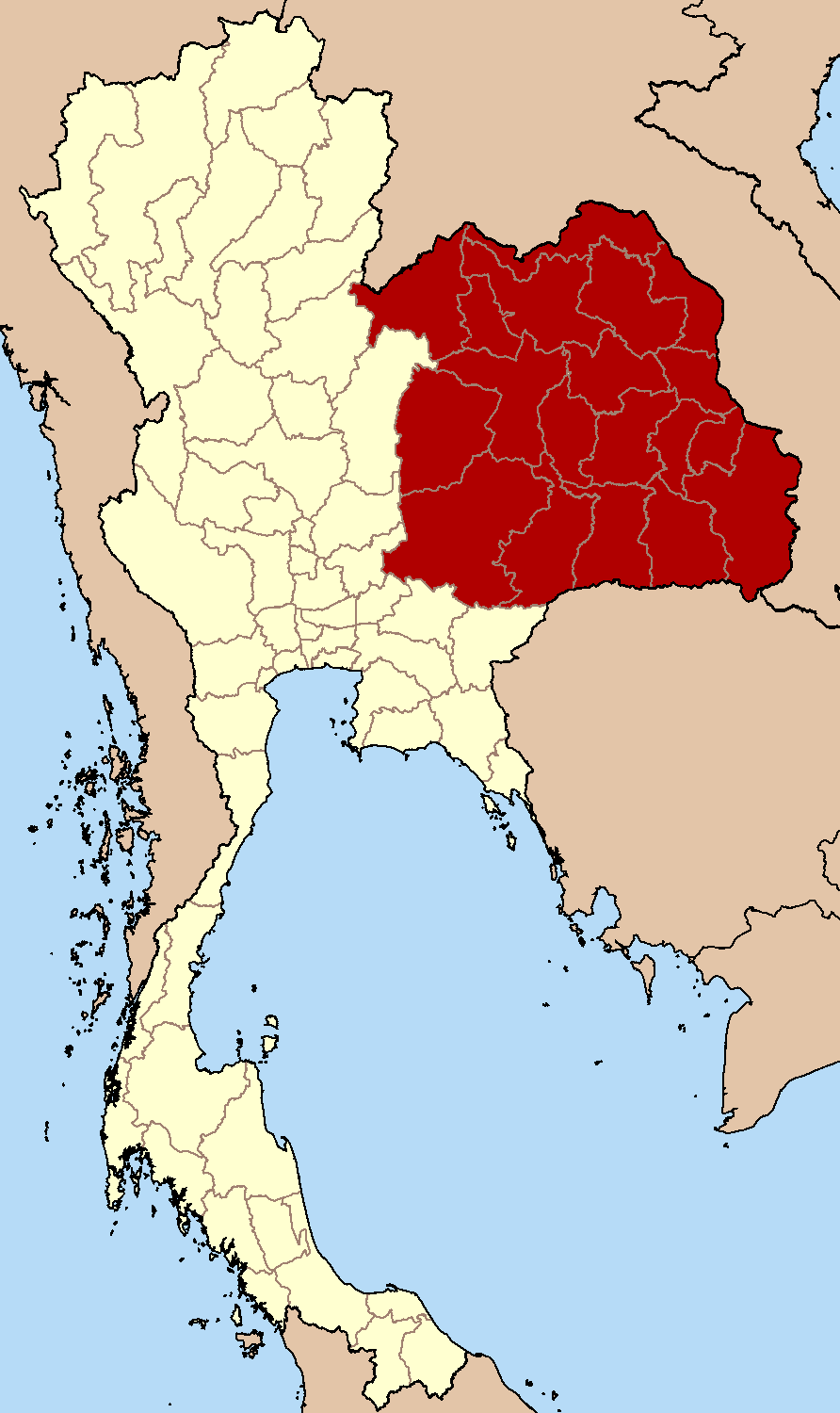
Regiunea Isan în cadrul Thailandei

Isan (în isan/thailandeză ภาคอีสาน [pʰâːk.ʔiːsǎːn] ⓘ; de asemenea scris și Isaan, Isarn, Issan, sau Esarn; din pali īsān sau sanscrită īśān "Nord-Est") este regiunea de nord-est și cea mai mare regiune a Thailandei. Isan este situat în platoul Khorat, mărginindu-se cu Râul Mekong (de-a lungul hotarului cu Laos) la nord și est, cu Cambodgia în sud-est și cu munții Prachinburi în sud. În partea de vest este separată de Thailanda de Nord și Centrală prin munții Phetchabun.
De la începutul secolului al XX-lea, Thailanda de nord-est este cunoscută în general drept Isan, un termen adoptat din sanscrită Ishan, însemnând “direcția de nord-est”, în timp ce în context oficial termenul este utilizat termenul phak tawan-ok-chiang-nuea (ภาคตะวันออกเฉียงเหนือ; "regiunea de nord-est"). Termenul "Isan" este derivat din Isanapura, capitala regatului Chenla. Populația din regiune vorbitoare de laoțiană, care reprezintă majoritatea, se distinge pe ea îmsăși de laoțieni dar și de thailandezii nativi din centru, numindu-se pe ei, în general, Khon Isan sau Thai Isan. Totuși, unii se referă la ei simplu ca Lao, iar recent, academicienii cu referire la ei au adoptat termenul Lao Isan sau Thai Lao, problema principală a auto-identificării ca Lao fiind stigma asociarii cu identitatea Lao în cadrul societății thailandeze. Populația minoritară vorbitoare de khmeră și Kuy (Suai), care trăiește în sudul Isanului, vorbește dialecte și are obiceiuri și tradiții mai mult similare celor din Cambodgia decât celor thailandeze sau laoțiene.
Isan a fost transformată din una din cele mai sărace regiuni ale Thailandei în una dintre cele cu cea mai rapidă dezvioltare. Ministerul Industriei a sprijinit industrial zonele din Khon Kaen și Udon Thani. Aportul sectorului privat în industria regiunii de asemenea este în progres.
Principala limbă din regiune este isan, care este un dialect al limbii laoțiene. În prezent scrisă în alfabetul thailandez (în loc de cel laoțian), Isan aparține grupului de limbi Chiang Saeng și Lao–Phutai, care împreună cu thailandeza sunt membre ale limbilor tai din familia lingvistică Tai–Kadai. Thailandeza de asemenea este vorbită de aproape orișicine și este limba utilizată în educație. Khmera, limba din Cambodgia, este pe larg vorbită în zonele de la hotarul cu Cambodgia: Buriram, Surin și Sisaket. Populația Lao Isan este conștientă de originile sale etnice laoțiene, dar Isanul a fost încorporat ca teritoriu în statul Thailandez modern pe durata a mai bine de o sută de ani de reforme administrative și birocratice, politici educative și de conducere.
Aspecte prominente ale culturii din Isan includ mor lam (în thailandeză หมอลำ), un tip de muzică folk indigenă, Muay Thai (în thailandeză มวยไทย) artă marțială, lupte de cocoși, ș.a. Mâncarea din Isan, în care orezul lipicios (în thailandeză ข้าวเหนียว, khao niao) și chili sunt prominente, este distinctă de cea din bucătăria thailandeză centrală, deși este acum găsită pe teritoriul întregului Regat.

## Administrație
Isan este împărțit în 20 de provincii (changwat), deșProvincia i din sud-vest Nakhon Ratchasima este considerată de unii a fi mult mai strâns legată de Thailanda Centrală decât de Isan.
1. Amnat Charoen
2. Buriram
3. Chaiyaphum
4. Kalasin
5. Khon Kaen
6. Loei
7. Maha Sarakham
8. Mukdahan
9. Nakhon Phanom
10. Nakhon Ratchasima
11. Nongbua Lamphu
12. Nong Khai
13. Roi Et
14. Sakon Nakhon
15. Sisaket
16. Surin
17. Ubon Ratchathani
18. Udon Thani
19. Yasothon
20. Bueng Kan

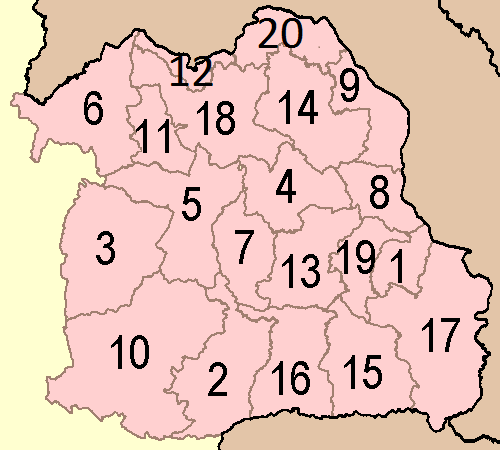
Provinciile din Isan

Isan oferă 136 din cei 400 de deputați în parlamentul țării. La alegerile din 2005 partidul Thai Rak Thai a obținut 126 de mandate, 6 au mers la partidul Chart Thai și câte două la partidul Democrat și partidul Mahachon.